# Fuenterrobles
Fuenterrobles è un comune spagnolo di 706 abitanti situato nella comunità autonoma Valenciana.